# Костинюк Богдан Іванович
Костинюк Богдан Іванович — український політик, народний депутат України  III,IV,V  скликань. Депутат Івано-Франківської облради з 2010, член Народного руху України (з квітня 1989), член Центрального проводу НРУ з 1994, член політради НРУ з 1999. Народився 6 вересня 1958 в Івано-Франківську. 

## Освіта
Івано-Франківський інститут нафти і газу, факультет автоматики і економіки (1975—1980), інженер-електрик.

## Трудова діяльність
- 1980-1990 — майстер, начальник цеху, заступник директора Поберезького заводу пресових агрегатів ВО «Карпатпресмаш».
- 1990—1994 — заступник голови Тисменицького райвиконкому, заступник глави Тисменицької райдержадміністрації Івано-Франківської області.
- 1994-2002 голова Івано-Франківської обласної організації Народного Руху України.
- 1998-2008-народний депутат України  III,IV,V  скликань.
- Березень 2008 — березень 2010 — заступник Міністра з питань надзвичайних ситуацій та у справах захисту населення від наслідків Чорнобильської катастрофи[4][5].

## Парламентська діяльність
Народний депутат України 3 скликання з березня 1998 до квітня 2002 від НРУ, № 38 в списку. На час виборів: голова Івано-Франківської крайової організації НРУ. Член фракції НРУ (травень 1998 — лютий 1999), член фракції НРУ (першої) (з березня 1999; з квітня 2000 — фракція НРУ). Секретар Комітету з питань будівництва, транспорту і зв'язку (з липня 1998).
Народний депутат України 4 скликання з квітня 2002 до травня 2006 від блоку Віктора Ющенка «Наша Україна», № 54 в списку. Член фракції «Наша Україна» (травень 2002 — вересень 2005), уповноважений представник фракції НРУ (з вересня 2005). Член Комітету з питань будівництва, транспорту, житлово-комунального господарства і зв'язку (з червня 2002).
Народний депутат України 5 скликання з травня до червня 2007 від Блоку «Наша Україна», № 88 в списку. 

## Нагороди
2009 - Почесна грамота Кабінету Міністрів України.